# Maśluchy
Maśluchy – wieś w Polsce położona w województwie lubelskim, w powiecie lubartowskim, w gminie Uścimów.
Wieś stanowi sołectwo gminy Uścimów. Według Narodowego Spisu Powszechnego z roku 2011 wieś liczyła 404 mieszkańców.
Wierni Kościoła rzymskokatolickiego należą do parafii św. Apostołów Piotra i Pawła w Uścimowie.

## Historia
W 1786 roku była wsią królewską w starostwie parczewskim województwa lubelskiego. W 1827 roku była to wieś rządowa z 22 domami i 167 mieszkańcami. Według Słownika geograficznego Królestwa Polskiego z roku 1885, Maśluchy to wieś w powiecie włodawskim, gminie Uścimów, parafii Ostrów. Około 1885 roku posiadała 22 domy i 236 mieszkańców z gruntem 630 mórg obszaru.
W latach 1975–1998 miejscowość administracyjnie należała do ówczesnego województwa lubelskiego.